# Felaktig benställning hos föl
Felaktig benställning hos föl är olika avvikande felställningar som föl kan födas med. Det beror med största sannolikhet på att fölet haft det trångt i stoets livmoder eller legat fel och på så sätt har inte benen fått plats att växa så som de ska.

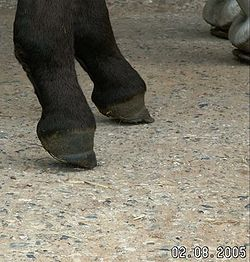
Bockhov. Fölets djupa böjsena är för kort.

Ofta blir benen korrigerade av sig själva i takt med att fölet växer men i vissa fall behövs hjälp av veterinär eller specialisthovslagare.

## Senrelaterade problem
Föl kan födas med ganska raka ben men med fel på senorna, det visar sig genom att fölet står på tå som en ballerina (bockhov). Detta beror på att djupa böjsenan är för kort. Det är mest på frambenen det händer och resulterar i att fölet står på kotans framsida. Har fölet bockhov kan man med hjälp av hovslagare färlänga tån men det kan även behövas kirurgisk behandling för att få varaktigt resultat.

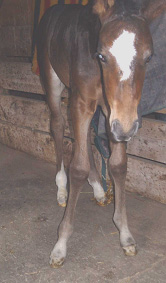
X-bent föl, cirka 4 veckor.

Är böjsenan för lång så står fölet på trakten (hovens bakre del) och tån pekar uppåt. 

## Benrelaterade problem
Det vanligaste är att fölet får fel på carpus, hasor och kotleder.

### Varus/Valgus
- Varus = brytning i sidled där vinkelns spets är åt utsidan (lateralt). Till exempel tåtrång.
- Valgus = brytning i sidled där vinkelns spets är åt insidan (medialt) Till exempel tåvid.